# Musée du Paysan roumain
Le musée du Paysan roumain (en roumain Muzeul Țăranului Român) a été fondé en 1990 à Bucarest pour sauvegarder le patrimoine matériel et immatériel des arts et traditions populaires rurales roumaines, avant que les suites de l'ouverture du rideau de fer, de la chute de la dictature communiste, de la transition économique et des libertés nouvelles, ne transforment radicalement la Roumanie en un pays mondialisé, plus urbain que rural. Le Musée occupe un bâtiment sis au n° 3 de la chaussée Kiseleff, baptisée ainsi en l'honneur du comte Paul Kisseleff. Ce bâtiment a abrité, avant l'avènement du régime communiste de Roumanie, le Musée National d'Histoire, et pendant le régime, le Musée du Parti communiste roumain. Le Musée du Paysan roumain a reçu, en 1996, le prix du musée européen de l'année.

## Historique
Son élaboration collective pendant les années 1990 a généré une recherche muséographique hors normes, initialement coordonnée par le peintre et photographe Horia Bernea. Le musée propose une présentation originale des arts et traditions populaires, dans la perspective de la renaissance culturelle roumaine et en rupture avec l'usage de propagande idéologique successivement nationaliste puis communiste qu'en faisaient les régimes antérieurs à 1989. La présentation esquive la muséographie statique la plus répandue et propose des médiations et de nombreux ateliers interactifs, les uns ludiques pour les jeunes, d'autres sous forme de modules de co-formation en sculpture sur bois, poterie, tissage, cuisine, musique et autres pour retrouver les savoirs et les gestes d'antan, et l'autonomie d'avant l'ère consumériste.

## Rayonnement
En France, l'artiste Florian Fouché a présenté une série de documentaires sur le musée du Paysan roumain, qu'il qualifie de « Musée-antidote », lors d'une exposition au Centre d'art Passerelle, à Brest, en 2014. Fouché a décrit les propositions expérimentales du musée et ses activités comme « une forme artistique en soi » et il estime que par ses procédés, le musée invente « un nouvel espace d'interprétation des productions vernaculaires dans leur rapport avec l'histoire de l'art moderne et contemporain », notamment via la mise en perspective du travail de Constantin Brancusi. Fouché met particulièrement en avant le rôle de l'ethnologue et linguiste Irina Nicolau, au sein de l'équipe du musée. Les musicologues du Musée, comme Béatrice Iordan, initient les enfants à la musique traditionnelle et ont contribué à la renaissance d'une tradition disparue, celle des cobzari (joueurs de cobza, troubadours itinérants  de Roumanie, Moldavie, Ukraine et Balkans).